# Установка виробництва пропілену в Хецзе
Установка виробництва пропілену в Хецзе — виробництво нафтохімічної промисловості у приморській провінції Шаньдун.
У 2010-х роках в Китаї почався розвиток індустрії  виробництва олефінів з метанолу. Якщо на півночі країни споруджували переважно інтегровані вуглехімічні комплекси, на яких першою стадією було отримання метанолу, то у приморських провінціях переважно виникали підприємства, розраховані на використання придбаного спирта. До останніх, зокрема, відноситься введена в експлуатацію у 2016 році в окрузі Хезе установка компанії Shandong Daze Chemical. Вона здатна при споживанні 600 тисяч тон метанолу продукувати 200 тисяч тон пропілену на рік (таке спрямування на випуск одного цільового олефіну є особливістю установки, оскільки абсолютна більшість заводів цього типу також продукує етилен).
Випущений установкою пропілен споживається в подальшому розташованими на майданчику виробництвами оксиду пропілена (100 тисяч тон на рік) та пропіленгліколя.